# Émeutes de 2015 à Baltimore
Pour l'émeute de 1861, voir Émeute de Baltimore.
Les émeutes de Baltimore sont un événement qui se produit à Baltimore, dans l'État du Maryland aux États-Unis à partir du 25 avril 2015, et se poursuit en mai, en réaction à la mort de Freddie Gray, un Afro-Américain de 25 ans, survenue le 19 avril précédent.
Présumément en bonne santé au moment de son arrestation, le jeune Gray, âgé de 25 ans, subit des blessures à la colonne vertébrale et au larynx. Plongé dans un coma le 12 avril durant sa détention et pour des raisons indéterminées, il meurt sept jours plus tard sans avoir repris connaissance. Six agents de la police de Baltimore sont suspendus à la suite du décès et une enquête est ouverte.
Des manifestations, qui se déroulent pacifiquement, sont tenues à Baltimore dans les jours qui suivent la mort de Freddie Gray. Des affrontements entre des citoyens et des policiers surviennent le 25 avril. Des rassemblements apparemment spontanés se produisent le 27 avril en après-midi, après les obsèques de Gray.
Le 27 avril, la maire de Baltimore Stephanie Rawlings-Blake impose un couvre-feu en vigueur de 22 heures à 5 heures pour une durée d'au moins une semaine. Celui-ci est défié par plusieurs citoyens s'exposant à une arrestation. Le gouverneur du Maryland, Larry Hogan, déclare l'état d'urgence dans la soirée du 27 avril et demande l'intervention de la Garde nationale du Maryland.
La nuit du lundi 27 avril au mardi 28 avril se termine sur 235 arrestations, dont 34 de personnes d'âge mineur, selon la police de Baltimore. La ville rapporte 144 véhicules et 15 immeubles en feu. Vingt policiers subissent des blessures.
Les événements de Baltimore succèdent de quelques mois à deux incidents où des Afro-Américains ont perdu la vie aux États-Unis dans des événements impliquant des policiers caucasiens : les manifestations et émeutes survenues en août, novembre et décembre 2014 à Ferguson (Missouri) à la suite de la mort de Michael Brown ; et les manifestations qui suivent la mort de Eric Garner à New York en juillet 2014.
Les émeutes de Baltimore ont été dénoncées dans la chanson Baltimore de Prince.
À la suite des événements, un rapport a conduit à questionner la pratique de la tolérance zéro impulsée par la hiérarchie policière qui en fait conduit à une logique du « eux contre nous », retournant la police contre les habitants qu'ils sont censés protéger : cette logique a conduit à arrêter des personnes pour des faits mineurs comme le fait de traîner dans la rue. Elle a également conduit à des pratiques contraires à la Constitution.